# Our World Died Yesterday
Our World Died Yesterday je drugi studijski album slovenske alternativne rock skupine Nikki Louder, izdan 3. maja 2011 pri založbah Moonlee Records, Cheap Tunes Records in ZARŠ. Izšel je v obliki vinilne plošče in CD-ja.

## Kritični odziv
Odziv na album je bil večinoma pozitiven; veliko bolj kot za album Alain, I'm Sorry. Za Rockline je Sandi Sadar Šoba napisal: »Nikki Louder so na svojem drugem dolgometražcu potrdili, da so skupina, na katero velja ostati pozoren ter jim priznati več kot le uspeh za posrečen desant na vaše čute in možganske sinapse. Z znojem in krvjo svojega DIY imperativa so stkali izdelek, zaradi katerega njihova zvezda lahko sveti le še svetleje in ponosneje.«
V članku v Mladini je Goran Kompoš rekel, da »v podobi intenzivnega, punkovsko udarnega hrupnega rocka kamniški trojec briše sledi med zvočno kaotičnostjo in skladateljsko urejenostjo ter izriše zanimiv, razgiban in svež pogled na sodoben rockovski izraz« in album ocenil s 4 zvezdicami.
Dušan Jesih je za Multimedijski center RTV Slovenija album ocenil z oceno 4 in povedal, da album zaznamujejo »silovit uvod, eksperimentalno raziskovalno jedro in počasen, skorajda moreč konec«.
Album je ocenil tudi Siniša Miklaužić na hrvaškem glasbenem portalu Muzika.hr.
Redakcija Radia Študent je album uvrstila na 5. mesto na seznamu Naj domača tolpa bumov 2011.

### Priznanja
| objava        | uvrstitev | seznam                      |
| ------------- | --------- | --------------------------- |
| Radio Študent | 5.        | Naj domača tolpa bumov 2011 |

## Seznam pesmi
Vse pesmi je napisala skupina Nikki Louder.
1. »Hypechimp« – 2:36
2. »Elephant« – 2:24
3. »Hips Like Elvis« – 4:10
4. »Hipsters« – 2:05
5. »Oversized Sunglasses« – 7:36
6. »Yo voy« – 4:39
7. »Audrey Horne« – 2:45
8. »Attacked« – 4:35
9. »Quiet Buzz« – 5:58

## Zasedba

### Nikki Louder
- Blaž Sever — vokal, kitara
- Peter Cerar — bas kitara, sintesajzer
- Luka Cerar — bobni

### Ostali
- Gredoč — snemanje, miksanje, harmonij v »Quiet Buzz«
- Zoran Pungerčar — oblikovanje ovitka